# Агнес Гусслайн
Агнес Гусслайн, також Агнес Гусслайн-Арко (нім. Agnes Husslein-Arco; 22 травня 1954, Відень) — австрійський історик мистецтва; генеральний директор Австрійської галереї Бельведер (з 2007 року).

## Життєпис
Вивчала історію мистецтва та археологію у Віденському університеті, Сорбонні та Еколе-де-Лувр у Парижі. У 1981 року відрила австрійський відділ Сотбі, яким керувала до 2000 року. З 1988 року була також старшим директором відділів Сотбі у Будапешті та Празі. У 1990—1998 роках була директором Європейського розвитку у Музеї Соломона Гуггенхайма в Нью-Йорку, з 2000 по 2003 — директором Рупертінума у Зальцбурзі, з 2003 по 2005 — директором-засновником Музею модерну в Зальцбурзі. У 2002—2004 роках організувала будівництво Музею сучасного мистецтва Каринтії. З 2007 року — генеральний директор Австрійської галереї Бельведер.
Куратор багатьох художніх виставок, присвячених класичному модернізму та сучасному мистецтву. Автор та редактор наукових праць.
Основні публікації
- «Ганс Макарт. Художник смислу» (2011)
- «Роден і Відень» (2011)
- «Егон Шіле. Автопортрети і портрети» (2011)
- «Густав Клімт та Емілія Фльоґе. Фотографії» (2012)
- «Альфонс Муха» (2014)
- «Еміль Нольде: яскравість і колір» (2014).